# Юркинский сельсовет (Волоколамский район)
Юркинский сельсовет — упразднённая административно-территориальная единица, существовавшая на территории Московской губернии и Московской области до 1954 года.
Юркинский сельсовет был образован в первые годы советской власти. По состоянию на 1922 год он входил в состав Яропольскую волость Волоколамского уезда Московской губернии.
В 1929 году Юркинский с/с был преобразован в Больше-Сырковский с/с.
По данным 1926 года в состав сельсовета входили 2 населённых пункта — Юркино и Большое Сырково.
В 1929 году Больше-Сырковский и Мало-Сырковский с/с были объединены в Юркинский с/с в составе Волоколамского района Московского округа Московской области.
14 июня 1954 года Юркинский с/с был упразднён. При этом его территория была передана в Ханевский с/с.